# 石头城考古遗址公园
石头城考古遗址公园、石头城遗址公园是位于江苏省南京市鼓楼区，依托石头城遗址规划的一个考古遗址公园，是2023年12月公布的第一批江苏省省级考古遗址公园立项项目之一。

## 石头城相关
东汉时，孙权改秣陵为建业，并在今清凉山地区建筑石头城。明清以后，石头城具体所不详，中国学界对其具体所在有多种说法。1998年，在清凉山、国防园、菠萝山、红土山一带考古发现一处古城池遗址，被确认为石头城。
2009年至2021年期间，对此座遗址进行了十余年的考古发掘。发现孫吳时期的砖铺路面、东晋至南朝早期夯土城墙及包砖墙、角楼遗迹和南朝晚期的城门等遗迹。参与考古发掘的南京大学历史系教授贺云翱等专家提出整合国防园、石头城公园、清凉山公园，兴建石头城考古遗址公园的提议，得到政府层面支持。

## 公园建设
2012年，南京市人民政府确定五大考古遗址公园的建设，分别是汤山猿人洞、大报恩寺、明故宫、牛首山、石头城。到2016年时，仅石头城考古遗址公园未开工建设。
2016年，南京环保局接受采访时，称遗址公园处于環評公示阶段，预计年内动工开建设，建设期两年，首批项目总投资1.307亿元。规划范围主要包括清凉山公园、国防园现可控的所有土地范围。首批新建建筑包括：遗址保护与展示建筑、清凉台（石头城遗址博物馆）、兰圃（含东游客服务中心）、国防园新入口（含西游客服务中心），全园基础设施改造，景观提升等。
2021年年初，市民发现清凉山公园增加考古施工围挡。《扬子晚报》2月26日的报道称，遗址公园已立项并将启动建设。
2023年12月，江苏省人民政府文化和旅游厅将石头城考古遗址公园列为入江苏省考古遗址公园的立项项目。
2024年报道中，遗址公园规划范围更大，主要包括清凉山公园、国防园、菠萝山区域、乌龙潭公园区域。遗址公园北至汉口西路，西至外秦淮河东岸，东至虎踞关路，南至广州路和乌龙潭公园，总面积107.5公顷。乌龙潭公园所在的乌龙潭旧称石头水。今乌龙潭、龙蟠里、南京市第二十九中学一带即历史上，石头城边的长江港口——石头津。

## 石头城遗址博物馆
清凉山山顶有1933年建成的首都水厂（今南京北河口水厂）蓄水池旧址。依托此旧址兴建的石头城遗址博物馆是石头城考古遗址公园规划的一部分。2016年报道中，称清凉台。报道提及水厂遗迹已被破坏殆尽。因年久失修，地下部分必须消险处理，部分地下蓄水池被建筑垃圾填埋。预计对山顶平面的水泵房予以设计修缮，增加水厂工业部件展示。在建筑前面立碑，通过文字记载说明此处为：“首都水厂高位水池遗址”。
2023年7月，南京市人民政府下属的规划和自然资源局联合南京城墙保护管理中心，面向全球征集石头城遗址博物馆入口设计方案。日后，将定位于考古标本博物馆，展示石头城遗址发掘的出土文物。